# Deménd
Deménd (szlovákul Demandice) község Szlovákiában, a Nyitrai kerület Lévai járásában.

## Fekvése
Ipolyságtól 16 km-re északnyugatra, a Búr-patak partján található.

## Élővilága
Deménden talán 2023-ban gólyafészek alátétet állítottak, 2024-ben gólyapár jelent meg a faluban, de nem volt költés.

## Története
A települést 1291-ben Damian alakban említik először. Birtokosa az itáliai származású Deméndi család volt, akiknek ősét Károly Róbert hívta meg udvarába. A falu neve is a latin Damianus személynévből származik. Plébániáját 1387-ben alapították. A 18. században a Grassalkovich, a 19. században a Simonyi, a Benyovszky és a Palugyai család birtoka. 1715-ben a faluban 4 kúria és 29 háztartás volt. 1720-ban 43 háztartást számláltak. 1828-ban 124 házban 718 lakos élt. Lakói földműveléssel, szőlészettel, borászattal foglalkoztak.
Vályi András szerint "DEMÉDN. Demanova. Tót falu Hont Vármegyében, birtokosai Agáts, és más Urak, lakosai katolikusok, fekszik Peretsénytöl egy mértföldnyire, határja jó termékenységű, fája tűzre elég, épűletre is alkalmsint; legelője is elég, szőlö hegye középszerű, melly tulajdonságaihoz képest, első Osztálybéli."
Fényes Elek szerint "Déménd, (Demendicze), Hont m. tót falu, Magyarádhoz 1/2 mfd. 720 kath., 20 evang. lak. Kath. paroch. templom. Földjei termékenyek; tölgyes erdeje derék; szőleje is van. F. u. többen. Ut. p. Szántó."
A trianoni békeszerződésig Hont vármegye Ipolysági járásához tartozott. 1938 és 1945 között újra Magyarország része.
A falu határában állt egykor Hébec község, amely a tatárjáráskor pusztult el. 1317-ben említik először Hebuch alakban. A dombtetőn álló templomot a hagyomány szerint I. István király emeltette, a szentély bal oldalán bevésett évszám 1023. Valamikor régen kegytemplom volt, mellette forrás is fakadt, közelében remetelak állt. A templomhoz legenda is fűződik, mely szerint 1778-ban egy juhász a nyáját a közelben legeltette, miközben megjelent neki Szent Ilona, aki arra kérte, hogy ne hagyják elpusztulni a templomát.
A romos templomot a 19. század elején Simonyi Ferenc földbirtokos építtette újjá, nemsokára villám sújtotta, de megint felépítették. A Szűzanya képe mellékoltáron van, újjáépítése óta közkedvelt búcsújáróhely (felújítva 2008-ban volt).

## Népessége
| Év:            | 1994. | 2004.   | 2014.   | 2024.  |
| -------------- | ----- | ------- | ------- | ------ |
| Emberek száma: | 1031  | 1001    | 1000    | 915    |
| Eltérés:       |       | -2,90 % | -0,09 % | -8,5 % |

| Év:            | 2023. | 2024.   |
| -------------- | ----- | ------- |
| Emberek száma: | 919   | 915     |
| Eltérés:       |       | -0,43 % |

1880-ban 630 lakosából 5 német, 47 szlovák és 550 magyar anyanyelvű volt.
1890-ben 723 lakosából 4 német, 24 szlovák és 695 magyar anyanyelvű volt.
1900-ban 753 lakosából 3 német, 29 szlovák és 721 magyar anyanyelvű volt.
1910-ben 724 lakosából 1 német, 3 szlovák és 720 magyar anyanyelvű volt. Ebből 659 római katolikus, 37 izraelita, 15 evangélikus és 13 református vallású volt.
1921-ben 854 lakosából 578 magyar, 234 csehszlovák, 24 német, 12 zsidó és 6 állampolgárság nélküli volt.
1930-ban 1148 lakosából 600 magyar, 442 csehszlovák, 72 német, 7 zsidó, 7 egyéb és 20 állampolgárság nélküli volt. Ebből 1055 római katolikus, 57 evangélikus, 18 izraelita, 13 református és 5 egyéb vallású volt.
1941-ben 1239 lakosából 905 magyar, 331 szlovák és 3 német volt.
1991-ben 1041 lakosából 403 magyar és 629 szlovák volt.
2001-ben 1036 lakosából 335 magyar és 688 szlovák volt.
2011-ben 1008 lakosából 270 magyar és 705 szlovák volt.
2021-ben 966 lakosából 177 (+17) magyar, 703 (+13) szlovák, (+7) cigány, 4 egyéb és 82 ismeretlen nemzetiségű volt.

## Nevezetességei

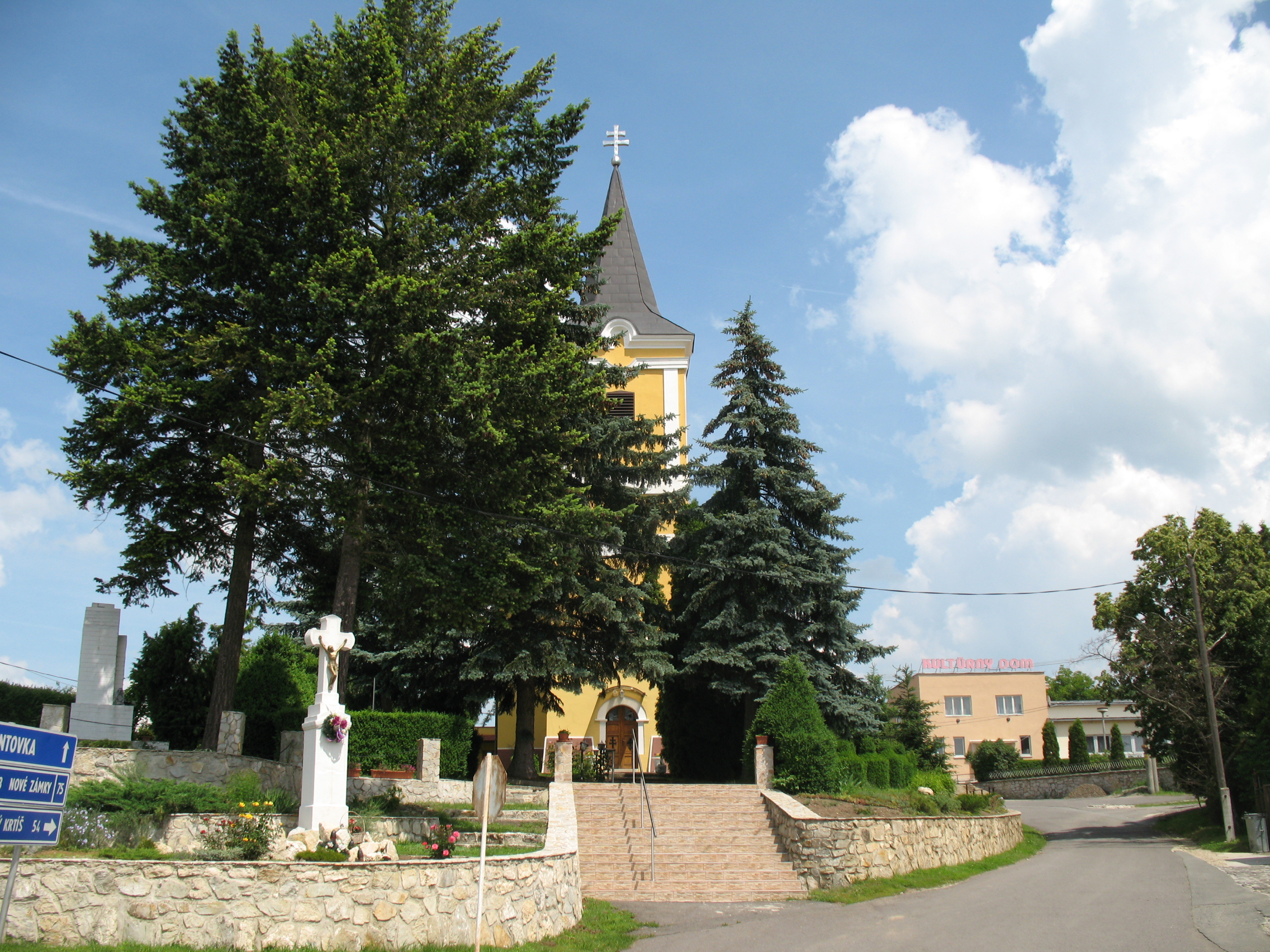
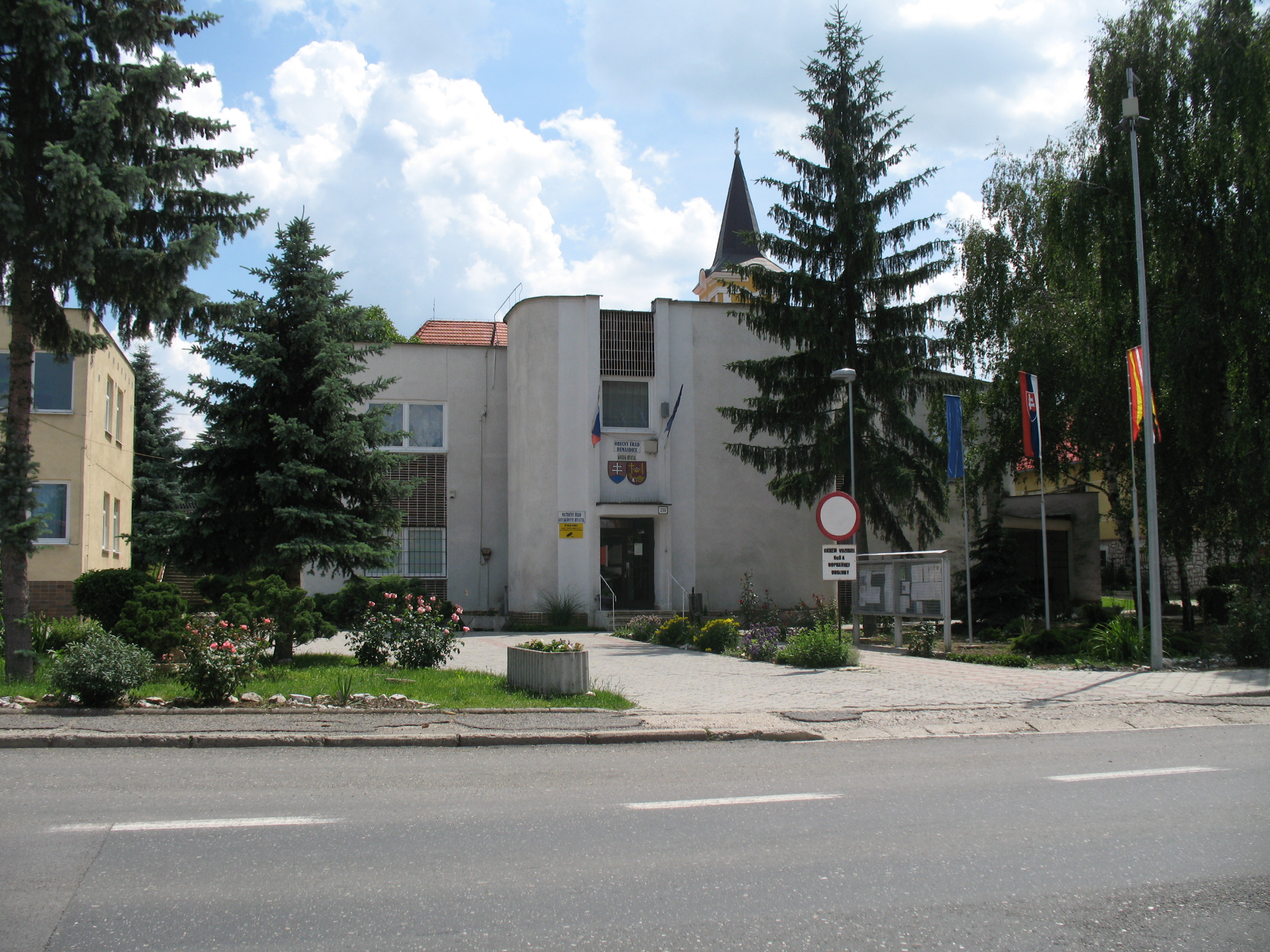
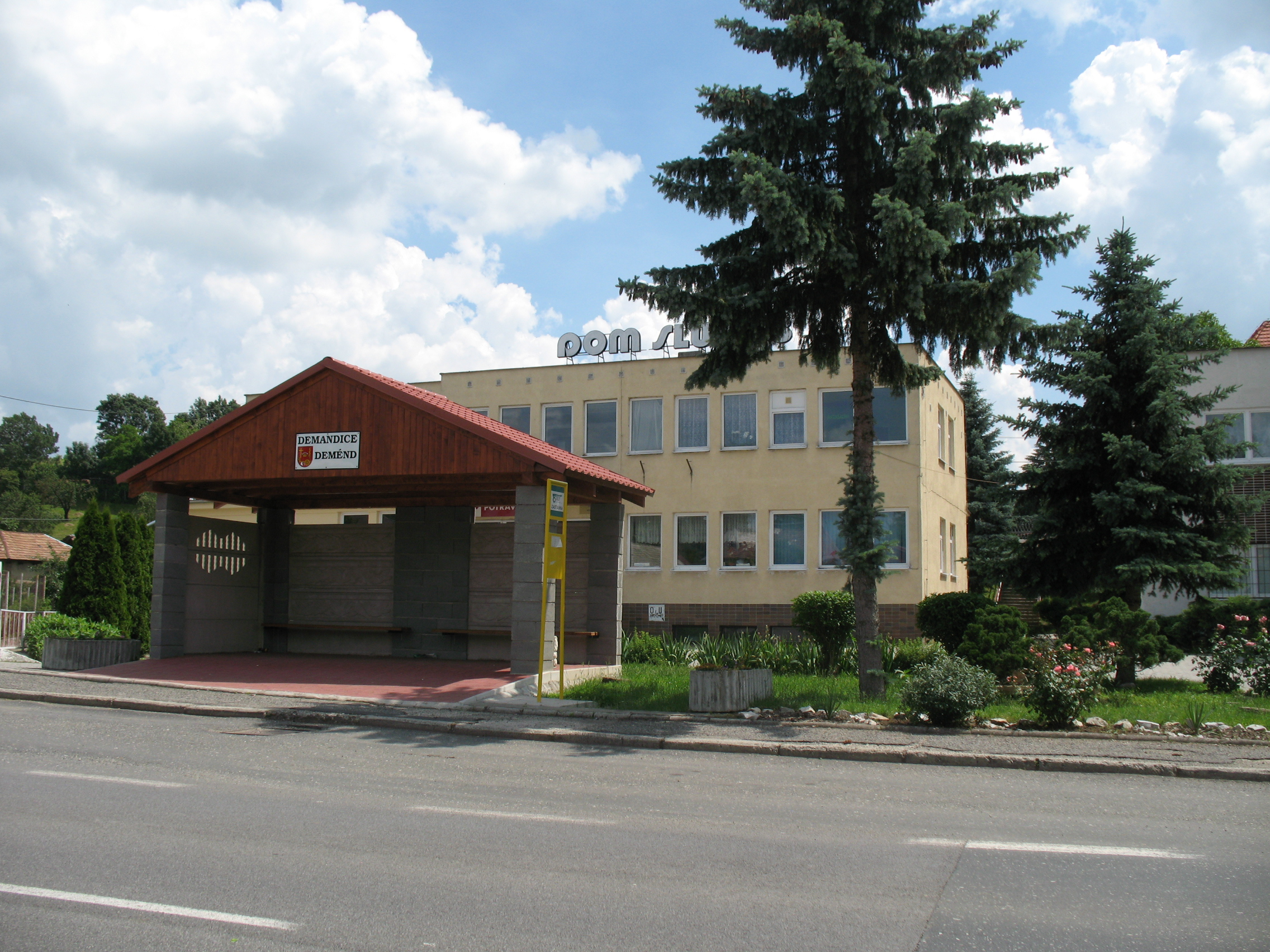
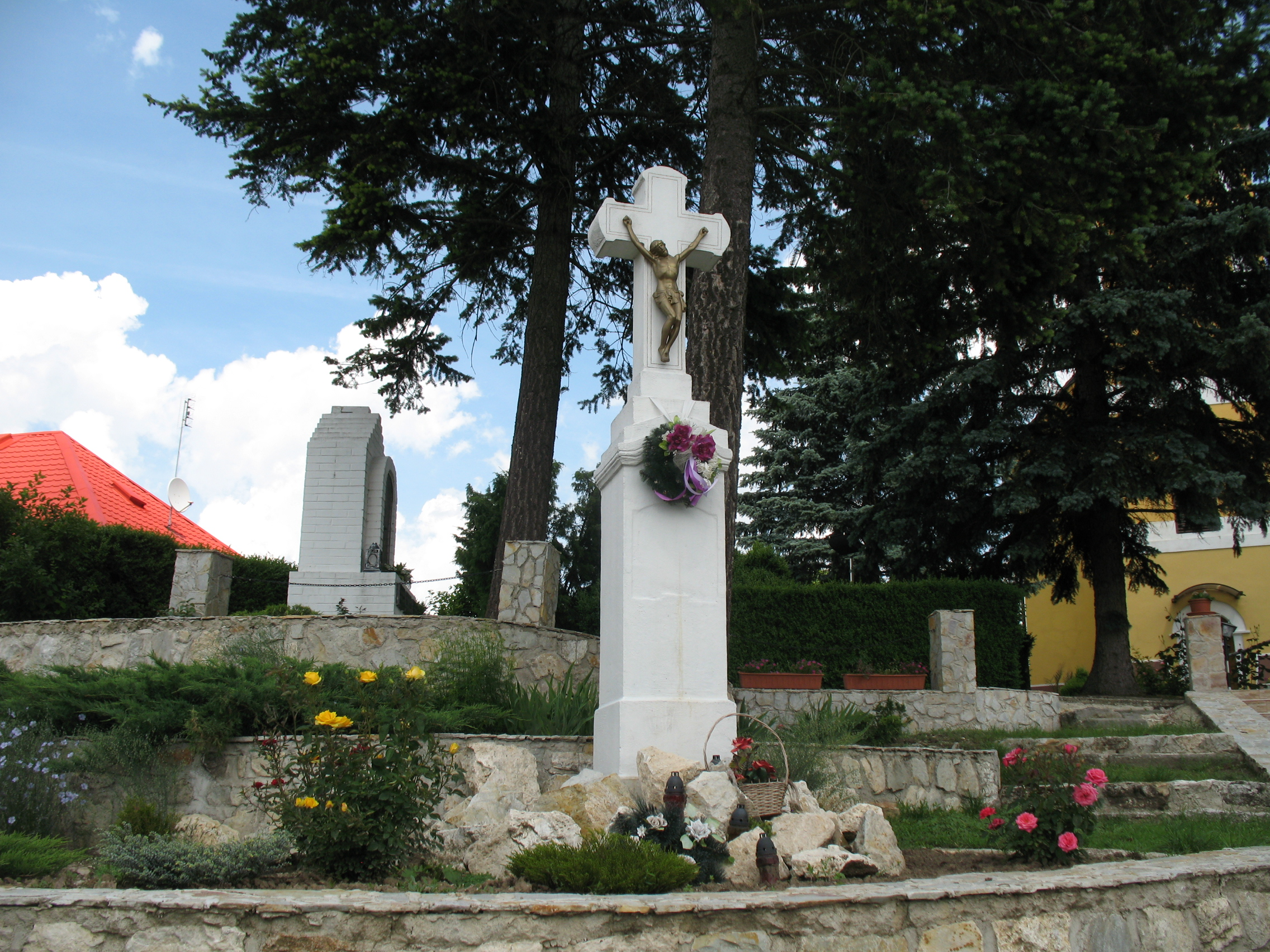
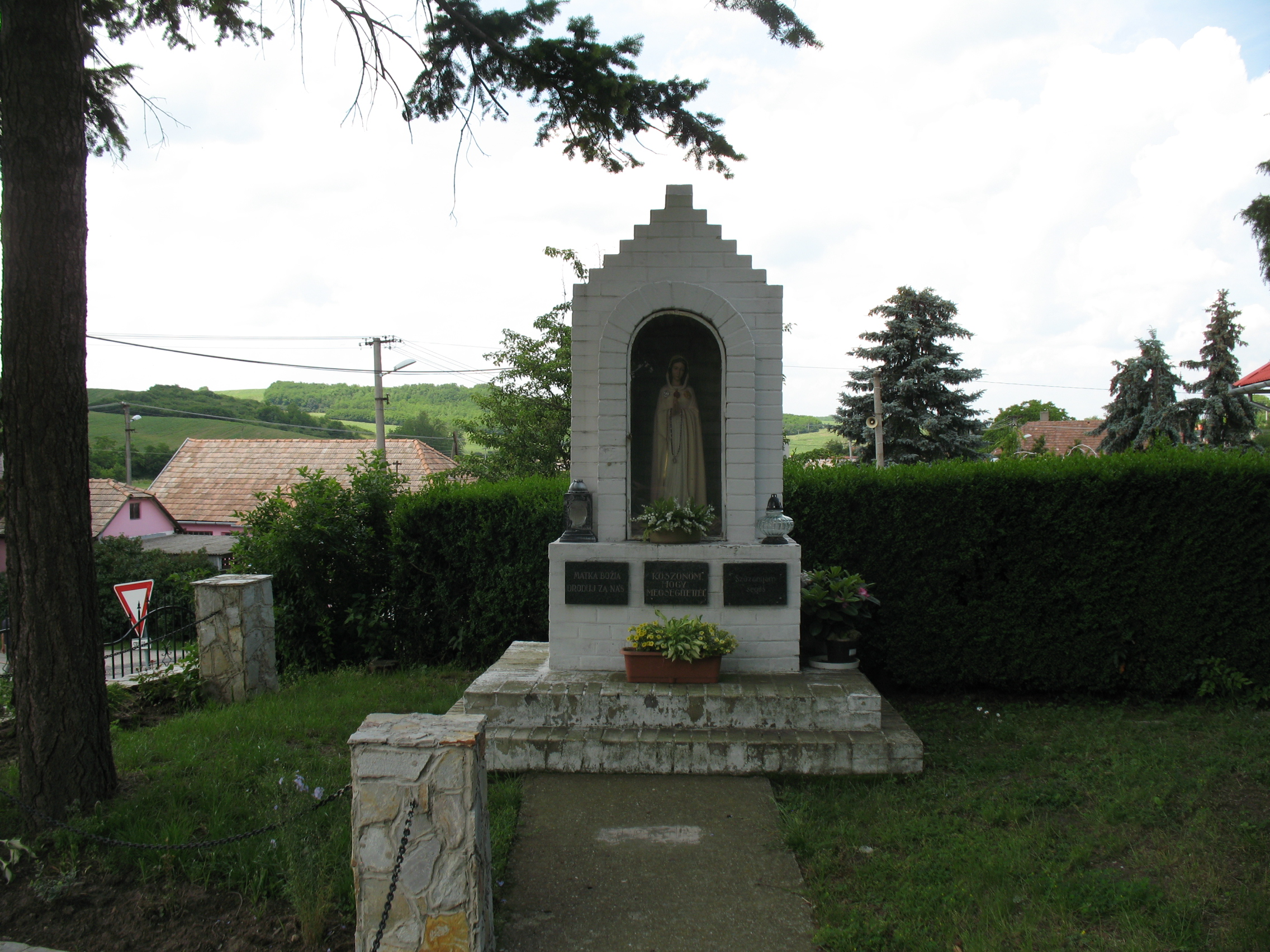
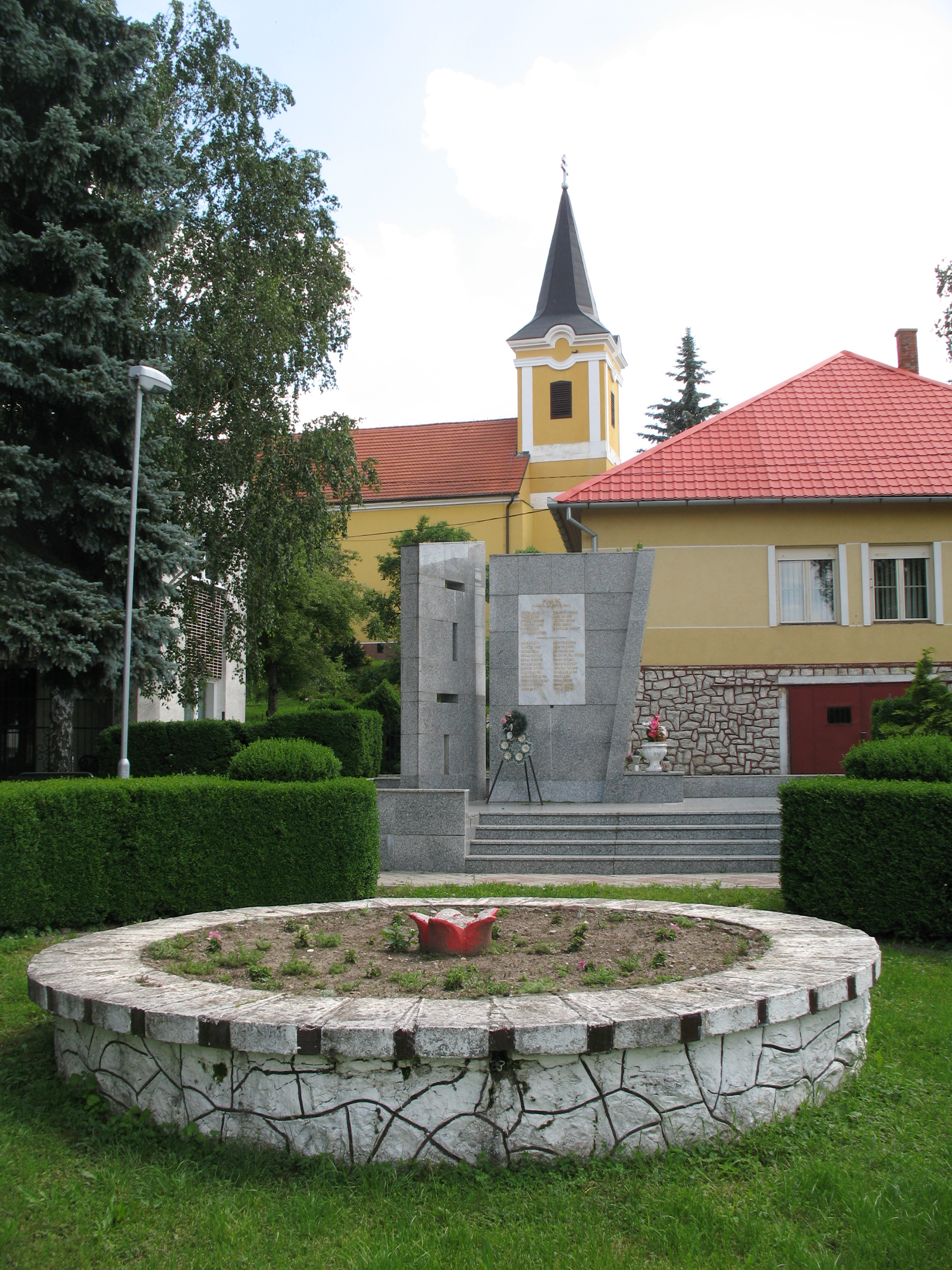
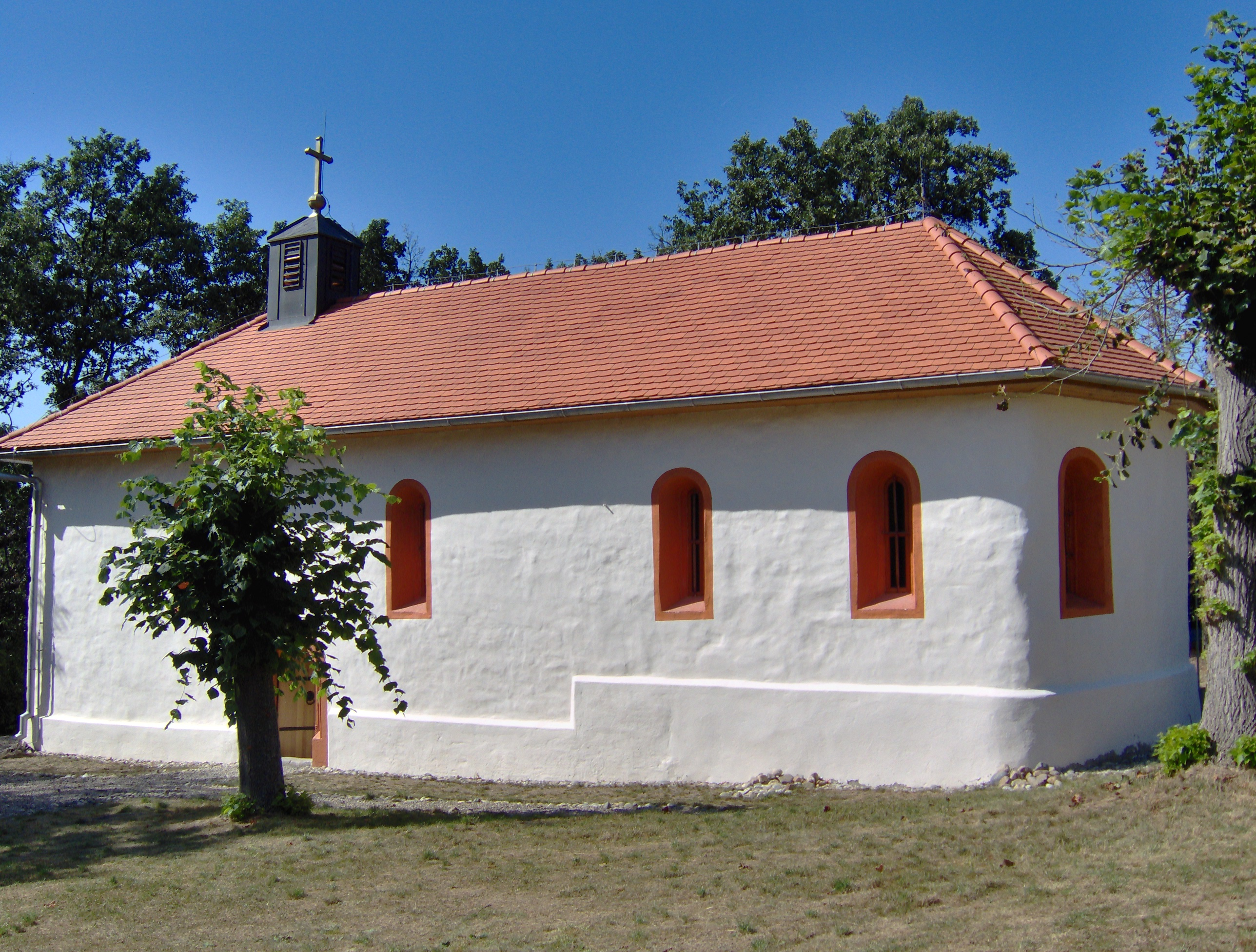
Hébeci templom
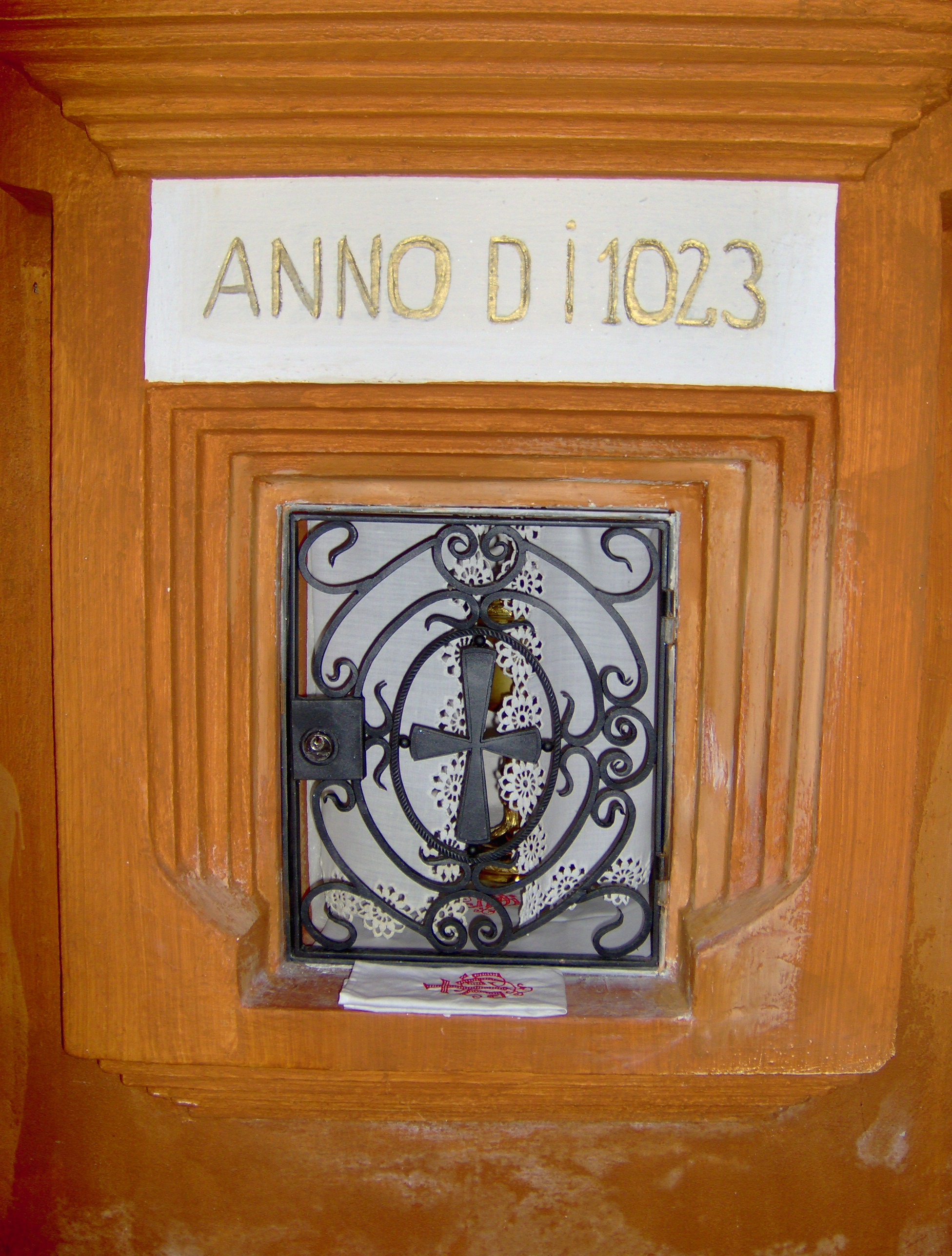
Hébeci templom belseje-1023
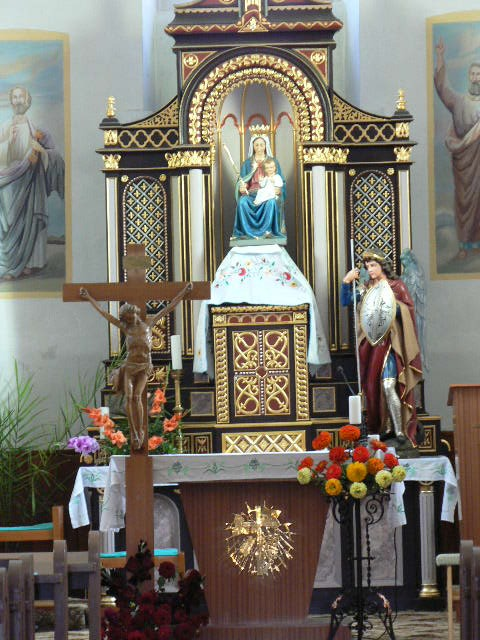
A deméndi római katolikus templom főoltára

- Szent Mihály arkangyal tiszteletére szentelt, római katolikus temploma a 14. században épült gótikus stílusban. Ennek felhasználásával épült a mai templom 1750-ben. Az 1766-os tűzvész után újjáépítették.
- Hébec kegytemploma eredetileg a 11. században épült Szent Ilona tiszteletére, többször újjáépítették, jelenlegi formájában a 20. század elején (felújítva 2008-ban).
- A Simonyi-kastély 1700 körül épült, építtetője Simonyi Ferenc császári kamarás volt. Később a Baross család tulajdona lett, majd a Szabadhegyi családé, ezután iskolaként használták.
- A Sántha-kastély a 18. század második felében épült késő barokk stílusban.
- A Majthényi-kastély szintén a 18. század második felében épült késő barokk stílusban. Később a Paczolay és a Novotny családé.
- A Benyovszky-kastély a 18. század végén épült, a 19. században a Winkler családé.
- A Berger-kastély a 19. század második felében épült neoklasszicista stílusban.
- A Jancsó-kastély a 20. század elején épült szecessziós stílusban.

## Neves személyek
- Itt született 1704-ben Palkovics Imre jezsuita áldozópap és tanár.
- Itt született 1818-ban Paczolay János ügyvéd, országgyűlési képviselő, az esztergomi főkáptalan főügyésze.
- Itt született 1865-ben Baross Károly agrárpolitikus, gazdasági író, szerkesztő.
- Itt született 1954-ben Gazdag Katalin szlovákiai magyar pedagógus, népművészeti gyűjtő, helytörténet-kutató.
- Innen származott Jávor László magyar újságíró, szövegíró, költő, festőművész, a Szomorú vasárnap szerzőjének családja.